# Victor Colas de La Baronnais
 (mars 2016).
Si vous disposez d'ouvrages ou d'articles de référence ou si vous connaissez des sites web de qualité traitant du thème abordé ici, merci de compléter l'article en donnant les références utiles à sa vérifiabilité et en les liant à la section « Notes et références ».
Victor Colas de La Baronnais, né le 13 décembre 1764 à Saint-Énogat, est un officier français, chef chouan pendant la Révolution française.

## Biographie
Fils de François-Pierre Collas de La Baronnais, officier au régiment Royal vaisseaux, et de Renée de Kergu, parents de 11 garçons et 9 filles, dont Louis Colas de La Baronnais et de Malo Colas de La Baronnais. La famille est issue de noblesse pauvre et campagnarde.
Élève de l'École militaire, il fut officier d'infanterie sous l'Ancien Régime, au régiment d'Artois, puis émigra en 1791.
Employé dans l'Armée de Condé, il retourna en France après le débarquement de Quiberon et servit dans la division Dinan commandée par son frère Malo Colas de La Baronnais à Saint Enogat en 1794. Après la mort de ce dernier, il lui succéda à la tête de la division en 1795.
Grièvement blessé à la fin de la guerre, il ne put reprendre les armes en 1799 et fut remplacé par Toussaint du Breil de Pontbriand.

## Sources et références
1. ↑  Notes sur les familles Collas de La Barre ou de La Baronnais, Collas de La Motte, Collas Du Roslan et Goury Du Roslan / J. de Montmartin, Impr. de P. Renouard (Paris), 1907 (lire en ligne), p. 80